# Вера, Лукас
Лу́кас Габриэ́ль Ве́ра (исп. Lucas Gabriel Vera; род. 18 апреля 1997, Берналь, Буэнос-Айрес) — аргентинский футболист, полузащитник.

## Клубная карьера

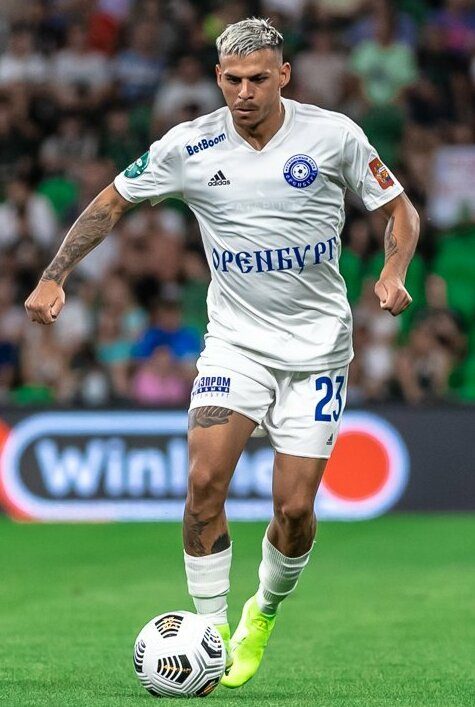
Вера в составе «Оренбурга»

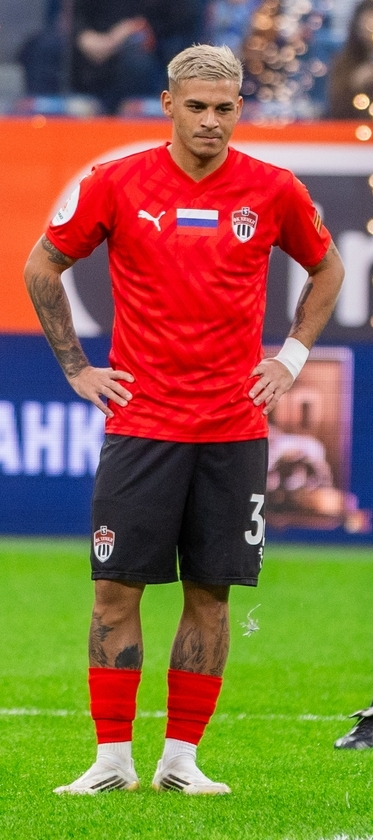
Вера в составе «Химки»

Вера — воспитанник клуба «Ланус». В 2017 году в матче против «Бока Хуниорс» он дебютировал в аргентинской Примере. По окончании аренды Вера вернулся в «Ланус». 13 декабря 2020 года в поединке против «Альдосиви» Лукас забил свой первый гол за клуб. 7 мая 2021 года в матче Южноамериканского кубка против колумбийского «Ла Экидад» он забил гол.
Летом 2018 года для получения игровой практики Вера на правах аренды перешёл в «Олл Бойз». 30 августа в матче против «Сакачиспас» он дебютировал в Примере Метрополитана. 9 февраля 2019 года в поединке против «Альмиранте Браун» Лукас забил свой первый гол за «Олл Бойз».
Летом 2021 года Вера был арендован «Ураканом». 24 июля в матче против «Атлетико Тукуман» он дебютировал за новый клуб.
21 июля 2022 года подписал трёхлетний контракт с росийским «Оренбургом». 31 июля 2022 года в матче против московского «Спартака» он дебютировал в РПЛ. 13 ноября в поединке против «Краснодара» Лукас забил свой первый гол за «Оренбург». 3 июня 2023 года забил гол в ворота Московского «Динамо» (3:0), забив первый гол за «Оренбург» в 2023 году.
Своими первыми результативными действиями в сезоне 2023/24 отличился 23 июля 2023 года в матче 1-го тура чемпионата России против «Спартака» (2:3), отдав голевые передачи на Дмитрия Воробьева и Габриэля Флорентина. Первый мяч в сезоне забил 25 августа 2023 года в ворота ЦСКА, отличившись на 70-й минуте встречи с передачи Брайана Мансильи (1:1). Осенью 2023 года интерес к Лукасу проявил московский «Локомотив», но из-за проблем с платежами трансфер сорвался. 3 декабря 2023 года в игре против «Краснодара» (1:2) отдал голевую передачу на Степана Оганесяна, тем самым отличившись впервые за 3 месяца.10 декабря 2023 года в поединке против «Сочи» (1:1) отдал свою 11-ю голевую передачу в «Оренбурге» на Данилу Хотулёва, отличившись на 90+4-й минуте встречи.
11 июля 2024 года перешёл в подмосковные «Химки». 21 июля 2024 года дебютировал за клуб, сыграв в домашнем матче первого тура против махачкалинского «Динамо» (1:1).

## Личная жизнь
Старший брат Матиас Вера также футболист.